# Luis de Góngora
Luis de Góngora, španski pesnik, dramatik, pisatelj in duhovnik se je rodil 11. julija 1561 v Kordovi, v urejeni družini, ki mu je omogočila študij v Salamanki. Ker je bil imenovan za delitelja hrane v samostanu, je opravljal funkcije, ki so mu omogočale potovati po Španiji. Leta 1588 prejme posvarilo s strani škofa, zaradi razuzdanega življenja in posvetnih del.
Leta 1603 na dvoru, ki ji bil preseljen v Valladolid, vneto išče možnost izboljšanja svojega ekonomskega položaja. V tem obdobju napiše nekaj izmed svojih najduhovitejših pesmi, sklene prijateljstvo s Pedrom Espinoso ter se zoperstavi svojemu tekmecu, Franciscu de Quevedo. Od leta 1617 naprej se dokončno ustali na dvoru, kjer je imenovan za kaplana Felipeja III, kar pa, kot kažejo njegova pisma, ne izboljša njegovih ekonomskih težav, ki ga spremljajo vse do smrti.
Čeprav v svoji oporoki omeni svoja prozna dela in tista v verzih, se ni našlo nobeno prozno besedilo, razen 124 pisem, ki sestavljajo zbirko pisem, dragoceno pričevanje njegovega časa. Kljub temu, da v času svojega življenja ni objavil nobenega pesniškega dela, so le-ti hiteli iz rok v roke ter bili zelo brani in prejeli veliko komentarjev.
V svojih prvih delih (do leta 1580) se že vidi neizprosno satirično žilico, ki karakterizira velik del njegovih kasnejših knjig. Lahkemu in humorističnemu slogu iz tega obdobja se pridruži drugi, eleganten in obdelan, ki se pojavi v pesmih posvečenih grobu El Greca ali smrti Rodriga Calderona. V romanci Fábula de Píramo y Tisbe (1617) se pokaže popolna združitev obeh registrov, ki sta do takrat bila ločena. Med letoma 1612 in 1613 napiše obsežni pesmi Soledades in Fábula de Polifemo y Galatea, obe deli sta polni izjemne izvirnosti, tako na področju tematike kot tudi formalnosti. Obe umetnini sta prejeli veliko kritik, delno namenjenih preveč okrašenim in včasih tudi nespodobnim metaforam, ki niso bile povšeči tistemu obdobju.
Leta 1627 izgubi spomin ter se odpravi v Kordovo, kjer umre zaradi kapi v popolni revščini, 23. maja 1627. Velázquez ga je naslikal s širokim in vedrim čelom, in zaradi pravdanja, dokumentov in satir svojega največjega sovražnika, Francisca de Quevedo, se ve, da je bil družaben, zgovoren, veseljaški, ljubitelj razkošja in zabavanja, kot na primer kartanja in bikoborb, do takšne točke, da so mu vedno očitali pomanjkanje spoštovanja do duhovniških navad.
Juan de Jáuregui napiše svojo Antídoto, delo s katerim nasprotuje zbirki Soledades ter Quevedo ga napade s svojo zlobno pesmijo Quien quisiere ser culto en sólo un día…Kljub temu, Góngora se je razveselil nerazumevanja, s katerim so bile sprejete njegove zapletene in obširne pesmi: »Moja čast je bila vzrok, da sem bil očrnjen s strani nevednežev, in to je razlika med njimi in izobraženimi ljudmi.«
Gongorjev slog je, nedvomno, zelo oseben, kar pa ni nikakršna ovira, da je lahko smatran kot izvrsten dokaz baročnega kulteranizma. Njegov jezik se loči po ponavljajoči uporabi kuteranizma, tako leksičnega tipa kot tudi sintaktičnega (grški tožilnik ali posnemanje šestega sklona v latinščini).
Težavnost branja Gongorjevih del se še poveča z obilico nenavadnih baročnih hiperbol, hiperbatonov in razvitih paralel ter  z izjemno zvočnostjo aliteracij in zapletenega besedišča.
Svojo posebno uporabo stilističnih sredstev, ki so bila tako kritizirana, Góngora prevzame od Petrarke, Juana de Mene in Fernanda de Herrera.
Njegova slava je zelo velika v času baroka, kljub temu da sta njegov ugled in poznavanje njegovih del upadla vse do začetka dvajsetega stoletja, ko je praznovanje tristo let njegove smrti (leta 1927) združilo najboljše španske pesnike in pisatelje tistega obdobja (poznani od takrat naprej kot Generacija 27: Federico García Lorca, Rafael Alberti, Dámaso Alonso, Jorge Guillén, Pedro Salinas, Luis Cernuda y Miguel Hernández, med drugimi) in prineslo dokončno kritično revalorizacijo. 
DELA
Gledališče:
- Comedia venatoria
- Doctor Carlino (1613)
- Las firmezas de Isabela (1610)

Proza:
- Epistolario (124 pisem)

Poezija:
- El Pangírico
- El Polifemo
- Fábula de Polifemo y Galatea
- Soledades
- Sonetos (edición de Ramón García González)
- Sonetos, canciones y poemas en arte mayor
- Fábula de Píramo y Tisbe
- Antología poética
- Obras de D. Luis de Góngora. Tomo I [Manuscrito] / reconocidas i comunicadas con [...] por D. Antonio Chacón Ponce de Leon. -- Ed. facsímil. Clásicos en la Biblioteca Nacional. (poesia)
- Obras de D. Luis de Góngora. Tomo II [Manuscrito] / reconocidas i comunicadas con [...] por D. Antonio Chacón Ponce de Leon. - Ed. Facsímil. Clásicos en la Biblioteca Nacional.
- Obras de D. Luis de Góngora. Tomo III [Manuscrito] / reconocidas i comunicadas con [...] por D. Antonio Chacón Ponce de León. - Ed. Facsímil. Clásicos en la Biblioteca Nacional.
- Poesías de Don Luis de Góngora y Argote / Góngora y Argote, Luis de. - Ed. Facsímil. Original: Madrid, M. Rivadeneyra, 1854.
- El Polifemo de Don Luis de Gongora / comentado por Don García de Salzedo Coronel. -- Ed. Facsímil. Real Academia Española. Original: Madrid: por Iuan Gonzalez: a costa de su autor, 1629.
- Todas las obras de don Luis de Góngora: en varios poemas / recogidos por Don Gonzalo de Hoces y Córdoba. - Ed. Facsímil. Real Academia Española. Original: Madrid, en la Imprenta Real, a costa de la Hermandad de Mercaderes de Libros, 1654.

BIBLIOGRAFIJA:
https://www.biografiasyvidas.com/biografia/g/gongora.htm
http://www.poetasandaluces.com/profile/62/